# Dialeto saxão da Transilvânia
O  Saxão da Transilvânia  (Saxão: Siweberjesch-Såksesch ou somente just Såksesch, em alemão:  Siebenbürgisch-Sächsisch ou siebenbürgisch-sächsische Sprache, em húngaro:  Erdélyi szász nyelv, em romeno:  Limba săsească or dialectul săsesc) é o dialeto  alemão dos saxões da Transilvânia.
Em termos de lingüística comparada, pertence ao grupo do Franconian dialetos Francônio de Mosela, dos Alemães Centro-Ocidentais. A este respeito específico, deve sublinhar-se que partilha uma quantidade consistente de semelhanças lexicais com a língua luxemburguesa.
O dialeto foi falado principalmente na Transilvânia (centro da atual Romênia), por indivíduos de origens alemã,  flamenga e  valãs que se estabeleceram no Reino da Hungria a partir do século XII. 
Os Os falantes emigraram em várias ondas, inicialmente para a Alemanha e Áustria, mas posteriormente para os  EUA, Canadá e também para outros países da Europa Ocidental, gerenciando no processo de preservar (pelo menos temporariamente) sua língua específica nesses locais.
Antes da revolução Romena de 1989, a maioria dos saxões da Transilvânia ainda vivia na região Transilvânia. Durante a ditadura comunista de Nicolae Ceaușescu, muitos milhares desses saxões foram vendidos per capita por uma enorme quantia paga à Romênia socialista pela Alemanha Ocidental.
Em 1990, o número de saxões que viviam na Transilvânia diminuiu drasticamente. Pouco depois da queda do comunismo, de 1991 a 1994, muitos saxões da Transilvânia que ainda permaneceram na Transilvânia decidiram emigrar para a Alemanha, deixando apenas uma minoria de cerca de 15 a 16 mil de saxões da Transilvânia na Romênia..